# 鳥取ループ
鳥取ループ（とっとりループ、本名：宮部 龍彦〈みやべ たつひこ〉、1978年〈昭和53年〉11月28日 - ）は、日本のプログラマー、ジャーナリスト、ソフトウェアアーキテクト。示現舎代表。座間ソフト代表。株式会社GNN取締役。
「ネットの電話帳」の運営、神奈川県等とは無関係の「神奈川県人権啓発センター事務局長」を旧Twitterにて自称していた。

## 概要
鳥取県鳥取市下味野出身。鳥取県立鳥取工業高等学校化学技術科を卒業、センター試験を受けずに推薦で信州大学工学部に入学し、卒業する。大阪で会社員生活を送った後、プログラマーとして独立する。
2005年11月19日、ブログ「鳥取ループ」を開設。当初は、小中学校時代に受けた同和教育への違和感を綴る記事が中心であった。
2011年、自前の同和団体として「全国部落解放協議会」を設立。目標は「同和タブーの破壊」としている。同年、「まるで禅問答のような滋賀県情報公開審査会答申第45号により、住民や出身者が差別を受け、当該個人の権利利益を害するおそれがあると認定された同和地区です。実際にそのような事が起こるか検証したいので、なるべく最低最悪な形で掲載したいと思います」として滋賀県の同和地区一覧を公開。
2012年、電話帳検索サイト「住所でポン！」を開設（のち「ネットの電話帳」と改称）。同年6月頃、同サイトのデータをAndroidアプリにした「全国電話帳」をリリースしたが、「インストールした利用者のスマホに登録された電話番号や住所、メールアドレスなどが抜き取られ、利用者間で閲覧できる」ものとして物議をかもす。同年12月、このアプリと同様の「全国共有電話帳アプリ」をリリースしたが、やはりプライバシー侵害で騒動に発展した。いずれのアプリもグーグルにより削除されている。
2015年、示現舎を設立。
2017年6月5日、「神奈川県人権啓発センター」公式アカウントが開設。
2025年8月7日、川崎市長選に無所属で立候補することを表明した。

## 人物

### 人柄
資格は第二種情報処理技術者、水質関係第四種公害防止管理者。専門はソフトウェア工学、情報公開法、人権施策。

### 発言
個人情報について「同和対策事業が行われている地域は本来すべて開示されるべき。開示されないから事業に関する不正やエセ同和がはびこる。住所や電話番号などの個人情報もすべて開示されればプライバシー侵害といった問題はなくなるのではないか。」と述べている。
氷河期世代問題について「氷河期世代は自分たちを被差別者と思ってはいけない。その時から堕落が始まる。そう言う私も氷河期真っ只中世代です」、「信じられるのは資本主義の論理と自然科学だけ」と述べている。転売に関しては「反転売の方々は頭が悪い」、「転売屋を叩くのは筋違い」と発言している。
「鳥取県鳥取市下味野の同和地区出身」と称する宮部は2017年に「同和地区出身者には糾弾権があるようなので、同和地区出身者に対してふるさとを隠すことを強制した部落解放同盟員を糾弾していく」と発言している。

### 同和地区出身
「同和地区という一定の区域の出身者が同和地区出身者」との鹿子木康裁判官の判断を受け「横浜地裁が認定するところの同和地区出身者」と表明している。
作家の上原善広から初対面でいきなり「宮部さんは部落出身なんですよね?」と言われたことがあり、宮部は「なぜそう思うか」と聞くと、上原は「鳥取市の職員から聞いた」と述べたという。
解放同盟鳥取県連の下吉真二からは「被差別部落の近くで生まれた者」と認定されている。鳥取ループを取材した満若勇咲は「出身地は鳥取県の部落との境界にある」と述べている。
地元で進学し、鳥取県内の小・中・高等学校に通ったが、宮部の進学先ではどこも同和教育が行われていた。1985年から小学校に進学したが、小学校では部落解放同盟が1970年代以降に、部落の子供や若者たちに積極的に推奨してきた『立場宣言』を、部落地域に住む同級生はさせられていた。小学校5年生時には、特別な授業として、部落地域に住む同級生たちが教室の前に出てきて部落だけが差別されているとした発表会が行われた。宮部は「そんなこと突然言われても、わけが分からなかった。」「小学生だし、それまで普通に、一緒に遊んでいた同級生が急にそういうことを言い出すんですから。」と当時の心境を語っている。ここで同和教育に抱いた違和感が、宮部が同和問題に関心を持つ原点になった。進学先の中学高校でも同和教育は続いた。さらに、既に同対事業で旧部落地域の住環境や生活環境は改良されており、部落の土建業者は豪邸持ちばかりであった。宮部は、そのために学校でいくら「部落は差別されてきた」「貧しかった」と教えられても、実感と乖離していたと語っている。
鳥取県立鳥取工業高等学校に進学したが、高校も同和教育がされており、部落出身の女の子が部落関連の授業には出たくないと先生に泣いて直訴している様子を目撃した。そして、「こんな教育を一体、誰が、何のためにやらせているんだろう」と疑問に抱いたことで、部落について調べ始めたと語っている。
母の実家が新大阪駅の近くにあったために、中高生の頃に新大阪駅近くの日之出・飛鳥同和地区をよく散歩した。東淀川駅近くの歩道橋に「部落解放基本法制定を!」と解放同盟日之出支部の横断幕が掲げられているのを見て兄が「わざわざここは同和地区だと宣言しているな」と笑っていたという。

### NHK党との関係
2024年東京都知事選挙では、NHK党による掲示板ジャックに便乗すべく同党に3万円を支払い、選挙ポスターの掲示スペースの一部を買い取り、「同和対策是か非か」という文言のポスターを東京都墨田区の被差別部落の付近に掲示。しかしこの文言は複数のポスターにまたがって印字してあった上、掲示責任者等の表示が欠けており、公職選挙法に抵触していたため直ちに撤去された。このとき立花孝志は宮部に「あんた頭大丈夫?」と問いただした。
この他、NHK党の浜田聡は宮部の提起した問題を国会で取り上げる等しており、「宮部編集長（@K_JINKEN ）のアカウントフォロワー数が増えることを期待しています」とも発言している。

### 親族
1882年（明治15年）生まれの曽祖父・宮部馬右衛門は、陸軍歩兵一等卒として日露戦争に従軍した。宮部家は代々黒住教を信仰しており、龍彦で4代目に当たる。
宮部本人の主張によると「両親ともに『被差別部落』出身者で、父親は不動産業者兼屠殺業者、母親の実家は新大阪駅の近くにあった」という。
妻、子供がいる。妻の親族について、宮部は「妻の爺さんは沖縄の砂糖工場の工場長だったそうで、沖縄戦で音信不通になった」と述べている。

## 裁判歴

### 「ネットの電話帳」に関して
「ネットの電話帳」に無断で一般人の氏名と住所と電話番号を公開した行為に対し、2015年8月14日、京都市の男性からプライバシー権侵害で京都地裁に提訴された。2017年に敗訴して5万円の賠償金の支払いを命じられたものの、支払っていないことを明らかにしている。この民事裁判の資料を無断でネットに公開した行為に対し、相手方の代理人弁護士から威力業務妨害罪容疑で京都地検に刑事告訴されたこともあるが、2017年に不起訴となった。
なお鳥取ループ自身は「NHKが闇バイトに巻き込まれないためには、個人情報を相手に渡さないことと言っているけど、違うだろう。相手に渡ったからと言って気にしないことの方が重要だと思う。昨今は個人情報の価値が過剰に高く見られていて、それを逆手に取られている」という持論を唱えつつ、ウェブサイトで公開した資料の中で自らの住所や家族の住所氏名などをマスキングしていたことがある。

### 同和地区Wikiと『全国部落調査』復刻に関して
2014年、Torネットワーク上に同和地区Wikiを開設。「全国の同和地区を参考文献付きで1つ1つ解説する」Wikiサイトだが、当初はほとんど投稿記事がなかった。
しかし2015年12月初旬に『全国部落調査』を入手すると同書の記載内容をテキスト化し、みずから同和地区Wikiに掲載。
2016年には「同和地区Wikiは不屈・不滅です」と表明していたが、 オリジナルの同和地区Wikiは横浜地裁相模原支部からの仮処分決定を受けて削除。『全国部落調査』復刻版の刊行を予告していたが、解放同盟が出版停止を請求する仮処分を申請し裁判所に認められたため、出版中止となった。その後、同サイトは管理者不明のミラーサイトという形で存続していたが、2020年7月頃には消滅した。
解放同盟からの人格権侵害を申し立てにより総額3億円近くの損害賠償を請求され、自宅マンションと自家用車の仮差押を受けた。2023年、高裁判決で敗訴し、550万円の損害賠償を命じられ、2024年12月4日、最高裁で上告不受理が決定されたことにより高裁判決が確定した。鳥取ループ自身は「実質的に勝訴だと思っている。1人あたり2～3万円の賠償額で終わり、全面的な出版等の禁止にならず、結果には満足している」とコメントしている。2025年4月28日、延滞利息も含めて789万8447円を強制執行された。

### 部落探訪記事に関して
2015年12月から自身のウェブサイトに不定期連載している「部落探訪」（のち「曲輪クエスト」と改題）の記事内で部落の墓碑銘や個人宅の写真などを無断公開し、2023年12月以降、さいたま地方裁判所と大阪地方裁判所と新潟地方裁判所で複数の部落解放同盟員から次々と提訴されている。損害賠償請求額は、さいたまで660万円、大阪で1100万円、新潟で880万円である。
なお、静岡県の部落探訪記事に関しては、協力者から「じつは宮部さんは藤枝 宗傳寺で話を聞いていません。私が聞いた事を記事にしているだけ。お伝えした中で私は「結婚差別があった」と伝えているのに、抗議にも関わらず「無い」と未だ喧伝している。その他西椎路等でも聞いてる筈なのに、歪曲している」と指摘されている。さらに「静岡県富士宮市大宮町を発見した時、宮部さんに「データをよこせ」と言われ拒否したところ、強烈に嫌がらせをされてびっくりして、同時に失望もし」た、との被害報告もある。

### 新潟県立高校への糾弾をめぐって
2023年、新潟県立荒川高等学校の生徒の自殺をめぐって部落解放同盟新潟県連合会が同校で確認・糾弾会をおこなった。宮部は、この糾弾会に関連する文書の公開を求めて新潟県教育委員会を提訴。これに対して部落解放同盟新潟県連合会は当該文書の非公開を求めたが、宮部はさらに2つの文書の公開を求めて審査請求を起こした。現在、新潟地方裁判所で係争中である。

### 同和地区に関する行政訴訟
その他、同和地区に関する情報公開請求訴訟をたびたび提起し、その結果を自らまとめている。

### その他の訴訟
2013年から2016年にかけ、アドセンス広告料の不払いをめぐり、グーグルを提訴しようとしていたことがある。
2016年には、トレンドマイクロ株式会社を提訴したこともある。「ネットの電話帳」をアングラサイト呼ばわりした同社の記事が名誉毀損にあたるとの主張であった。

## 出演

### 映画
- 私のはなし 部落のはなし（2022年）[88]
  - 監督：満若勇咲　プロデューサー：大島新

## 著書

### 単著
- 『B-CAS事故'8674422' : 2012年テレビ視聴制限崩壊の真実』（示現舎, 2014.8）

### 共著
- 『同和はタブーではない 1 (同和地区を情報公開請求するとどうなるか) 』（示現舎, 2010.8）
- 『同和はタブーではない 2 (部落解放同盟滋賀県連合会各支部名簿流出事件) 』（示現舎, 2010.8）
- 『同和はタブーではない 3 (本物の「部落地名総鑑」)』（示現舎, 2010.9)
- 『部落ってどこ?部落民ってだれ?』（示現舎, 2011.8）
- 『同和と在日』（示現舎, 2011.4）
- 『同和と在日 2 (大阪同和大帝国) 』（示現舎, 2011.10）
- 『同和と在日 3 (直撃!部落解放研究全国集会)』（示現舎, 2012.2）
- 『同和と在日 4 (「自演」部落差別ハガキ自作自演事件の真実) 』（示現舎, 2012.5）
- 『同和と在日 5 (疑惑の糾弾) 』（示現舎, 2012.7）
- 『同和と在日 6 (同和不毛地帯) 』（示現舎, 2012.10）
- 『同和と在日 7 (糾弾ビジネスの正体見たり!) 』（示現舎, 2013.2）
- 『アイヌ探訪』（示現舎, 2016.7）
- 『『同和の会長』殺人未遂事件 : 金と女と"部落解放運動"』（示現舎, 2016.12）

### 漫画原作
- 『ハッカーミミ Cryptography』2021年（高嶺葉樹、宮部龍彦）ISBN 978-4908348099

### 全国部落解放協議会名義
- 『部落差別解消推進法対応 部落問題入門』（示現舎, 2017.1）